# Wapen van Nijland

Wapen van Nijland

Het wapen van Nijland is het dorpswapen van het Nederlandse dorp Nijland, in de Friese gemeente Súdwest-Fryslân. Het wapen werd in de huidige vorm in 1975 geregistreerd.

## Geschiedenis
Het wapen verwijst naar een sage over de stichting van de plaatselijke kerk. Twee ossen werden voor een kar gespannen en 's avonds losgelaten. De kerk werd vervolgens gebouwd op de plaats waar men de ossen de volgende dag terugvond. Een soortelijke sage is bekend van Dronrijp en Nijemirdum. Het wapen is daarnaast in een rijmpje overgeleverd: "Twa oksen en in skepke sân, dat is it wapen fan Nijlân" (Twee ossen en een schepje zand, dat is het wapen van Nijland). Eveneens verwijzen twee gebrandschilderde vensters in de Nicolaaskerk van Nijland naar de sage. In 1860 werd in het dorp een zegel uit de 18e eeuw gevonden met de beeltenissen van twee ossen.

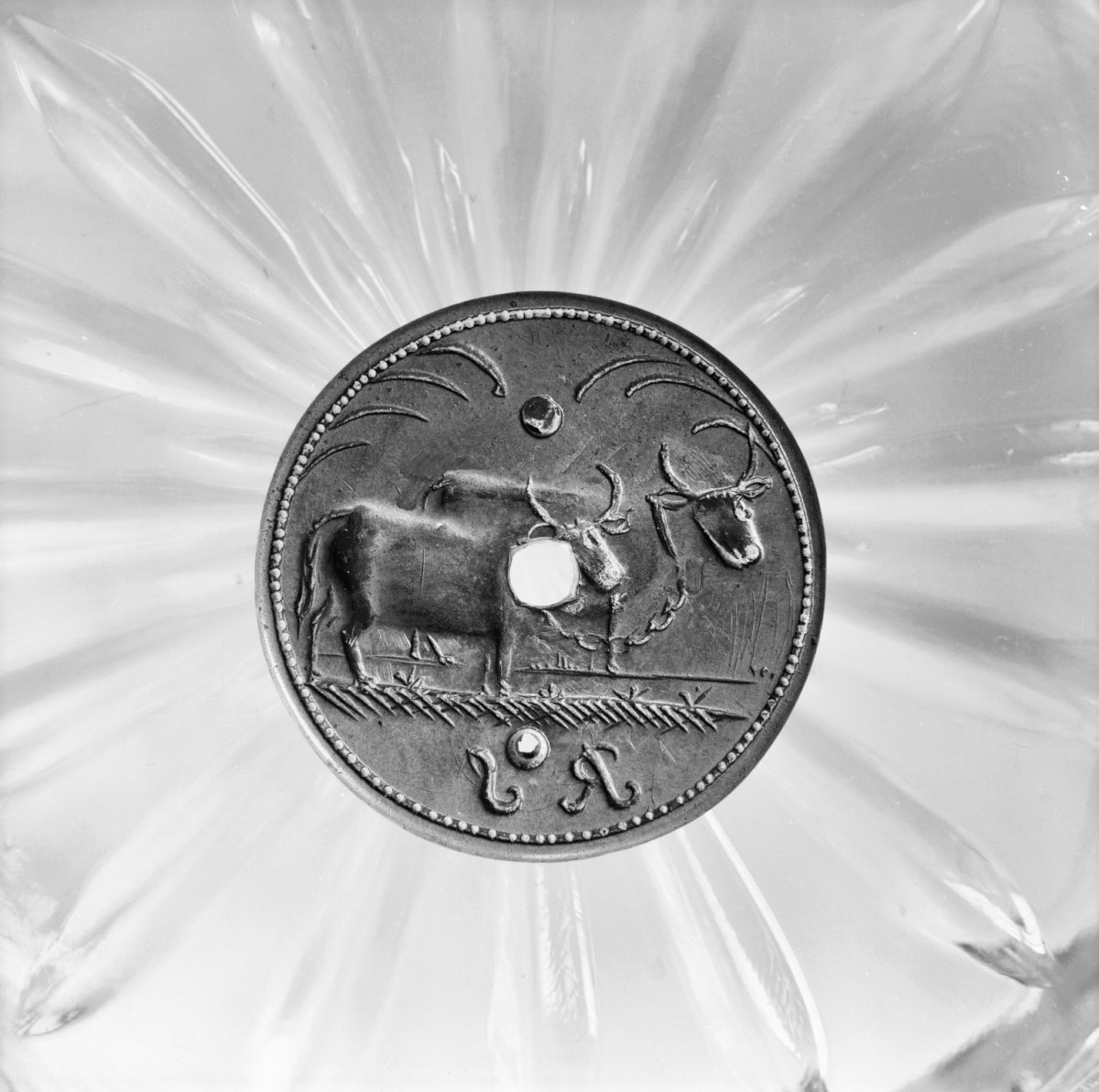
Zegel met ossen, gevonden in 1860.
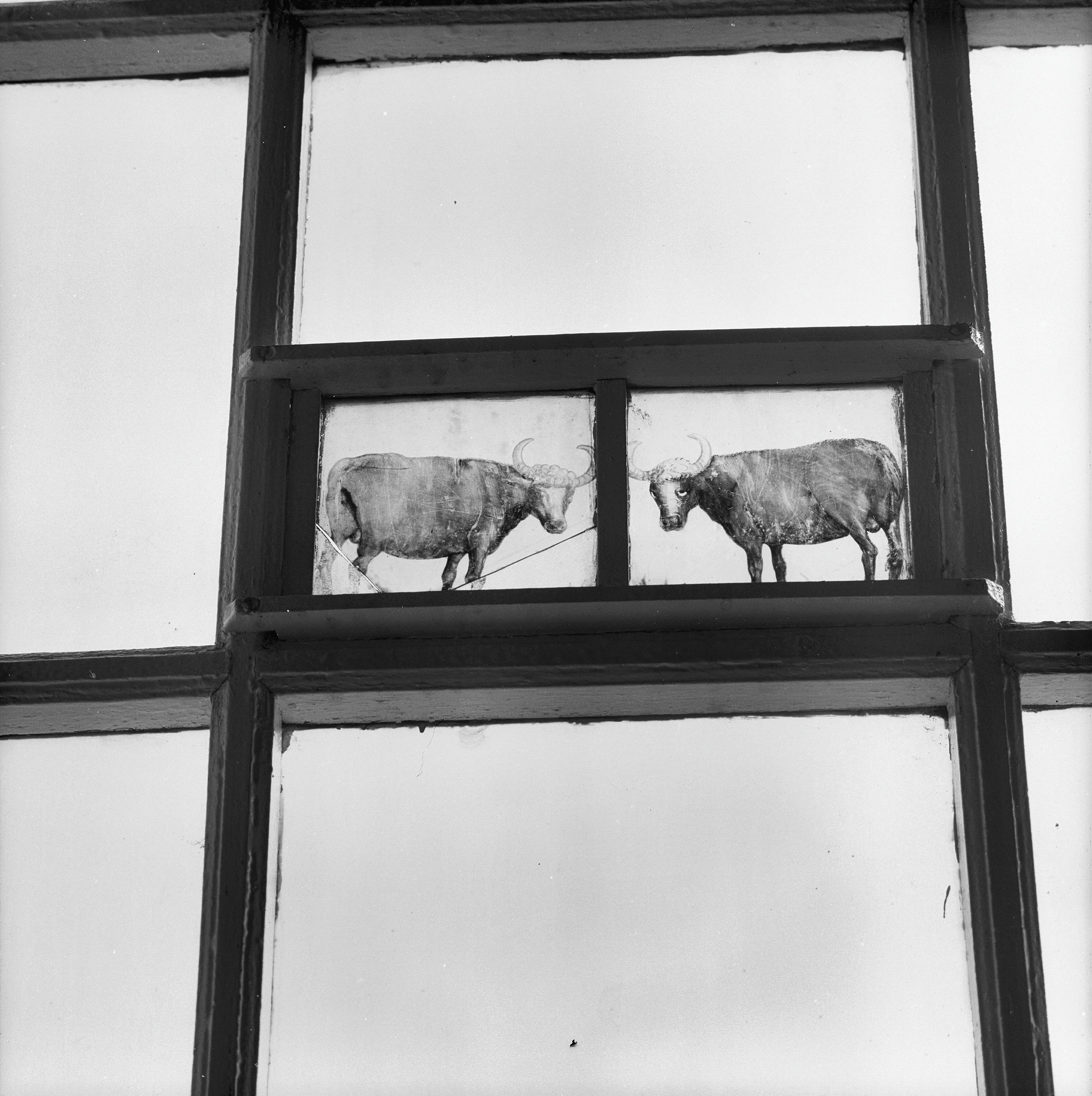
Vensters in de kerk van Nijland met ossen.
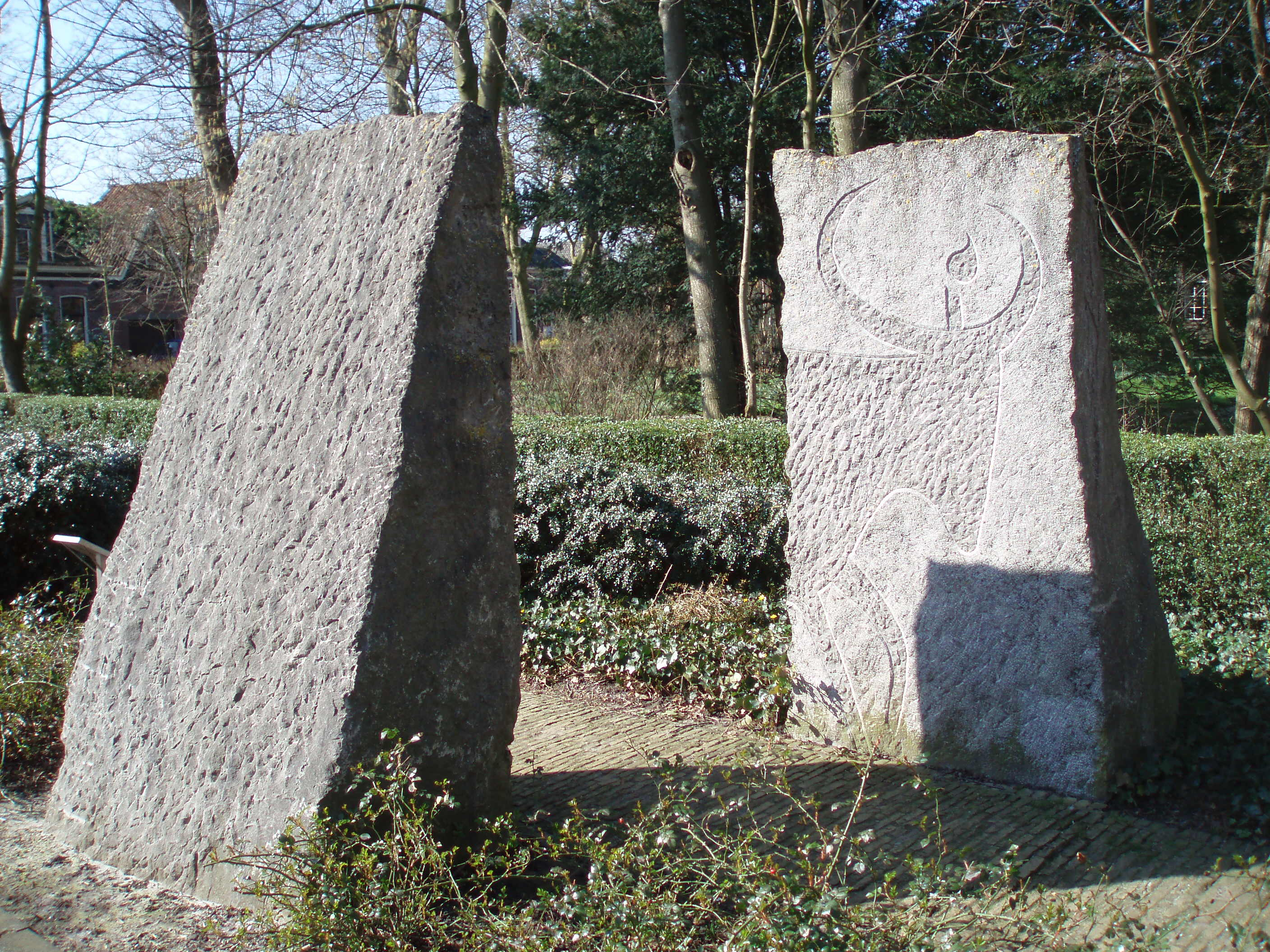
Beeldhouwwerk over de sage van Anne Woudwijk.

## Beschrijving
De blazoenering van het wapen in het Fries luidt als volgt:
Trochsnien: I. Yn sulver twa reade oansjende oksekoppen, keppele mei in swart keatling; II. Yn grien in sulveren krús.>
De Nederlandse vertaling luidt als volgt:
Doorsneden: I. In zilver twee rode aanziende ossenkoppen, gekoppeld met een zwarte ketting; II. In groen een zilveren kruis.
De heraldische kleuren zijn: zilver (zilver), keel (rood), sabel (zwart) en sinopel (groen).

## Symboliek
- Ossenkoppen: ontleend aan de plaatselijke sage.[3]
- Zilveren kruis: verwijst naar de stichting van de dorpskerk.[3]
- Groen veld: duidt op het nieuwe, drooggevallen land waar het dorp op gesticht is.[3]

## Zie ook

Vlag van Nijland